# あきづきりょう
あきづき りょう（1978年9月23日 - ）は、日本の漫画家。男性。かつては秋月 亮名義だったが、2006年連載開始の『グレースケールチルドレン』より、現在の表記となった。
代表作に『宇宙のステルヴィア』『キルラキル』（コミカライズ）がある。
2017年より、漫画家と並行でアニメ制作などにも参画している。

## 概要
元PCゲーム原画家。漫画デビュー作はカラフルBeeに掲載された18禁PCゲーム「Rimlet」のコミカライズ前後編。
メディアミックスでテレビアニメ化された作品のコミカライズをいくつか担当した他、アンソロジーコミックなどで執筆している。ほとんどの単行本では、表紙を外すとオマケ漫画が記載されている。

## 作品一覧

### 単行本
- TICKTACK GANGAN（全1巻、メディアワークス、2003年）
- 宇宙のステルヴィア（全2巻、原作：XEBEC、メディアワークス、2004年）
- 風のルーシー（全2巻、幻冬舎コミックス、2006年）
- グレースケールチルドレン（全2巻、メディアファクトリー、2007年）
- 姫の泪は止まらない（全1巻、メディアワークス、2010年）
- アスラクライン（全4巻、原作：三雲岳斗、アスキー・メディアワークス、2008年 - 2010年）
- ミハロリプレイス（全2巻、ヤングエース2011年11月号 - 2012年9月号、角川書店）
- キルラキル（全3巻、原作：TRIGGER・中島かずき、『ヤングエース』2013年11月号 - 2015年3月号、角川書店）
- あなたってよく見るとドブネズミみたいな顔してるわね（全2巻、原作：SYUPRO-DX、『コミッククリア』2016年5月 - 2017年5月、エンターブレイン）
- プリンセス・プリンシパル（既刊1巻、原作：Princess Principal Project、設定協力：白土晴一・速水螺旋人、『COMICリュウWEB』2019年11月8日 - 連載中、徳間書店）

### その他（読み切り等）
- RImlet（カラフルBee（ビブロス）、2000年掲載）
- 学園小町ドキッ（月刊コミック電撃大王（メディアワークス）、2001年掲載）
- ただいまつばくろ六丁目（エース桃組（角川書店）、2002年 - 2003年掲載）
- 魔法技師物語（エース桃組（角川書店）、2003年、単行本『ぷちもも〜うさぎさんちーむ〜』収録）
- 俺と先輩と青い春。（月刊ガンガンWING特別付録、4コマエディション（スクウェア・エニックス）、2005年掲載）
- 「ぱにぽに」似コミック『ぽにぱに』第2集（ベホイミ編）（スクウェア・エニックス、2006年、描き下ろしアンソロ本）
- メイド編集長 まこと!!（パソコンパラダイス（メディアックス）、2004年 - 2007年掲載）
- タイムワープをもう一度（web漫画（i-ravo）、2008年）
- 15美少女漂流記（BugBug（サン出版）、2008年 - 2009年）
- とても長くて果てない夏休みの明けた二学期のいつも通りな放課後の憂鬱（角川書店、2009年、『ハルヒコミックアンソロジー 涼宮ハルヒの絢爛』収録）
- 白猫の露壬子ちゃん（講談社、2018年、『寄宿学校のジュリエット 公式アンソロジーコミック』収録）
- もしかして私たち（講談社、2018年、『寄宿学校のジュリエット 公式アンソロジーコミック』収録）

### ゲーム

#### 原画参加
- めるふぇんメイド地獄 〜不思議な絵本とゆかいな仲間たち〜（18禁PCゲーム、原画）（2000年、アルシーヴ）
- Rimlet（18禁PCゲーム、原画）（2000年、Tail）
- ファウスト（18禁PCゲーム、原画）（2001年、Tail）
- ラムネ（18禁PCゲーム、一部原画）（2004年、ねこねこソフト）
  - ラムネ 〜ガラスびんに映る海〜（PlayStation 2移植版、一部原画）（2005年、インターチャネル）

#### メカニックデザイン
- 黄雷のガクトゥーン 〜What a shining braves〜（2012年、ライアーソフト）※巨大機械デザイン
- 黄雷のガクトゥーン：シャイニングナイト（2013年、ライアーソフト）※憤怒王デザイン

### アニメ
- プリンセス・プリンシパル（2017年、プロップデザイン）
- BLACKFOX（2019年、プロップデザイン）
- A3!（2020年、衣装デザイン）
- はたらく魔王さま!!（2022年、デザインワークス）[1]
- ヒーラー・ガール（2022年、プロップデザイン）
- 杖と剣のウィストリア（2024年、モンスターデザイン、プロップデザイン）[2]

### 小説装画・挿絵
- めざせ！東大お笑い学部1 天才ツッコミ少女、登場!?（著：針とら、角川つばさ文庫、2014年）
- ちょい能力でいこう！ 転校生は透明人間!?のまき（著：伊豆平成、角川つばさ文庫、2016年）
- 貞子 角川つばさ文庫版（著：山室有紀子、映画脚本：杉原憲明、原作：鈴木光司、角川つばさ文庫、2019年）
- エンタングル：ガール（著：高島雄哉、東京創元社 創元日本ＳＦ叢書、2019年） - 装画
- 空の青さを知る人よ（著：額賀澪、原作：超平和バスターズ、角川つばさ文庫、2019年）- 本文挿絵
- ジョゼと虎と魚たち（著：百瀬しのぶ、原作：田辺聖子、角川つばさ文庫、2020年）- 本文挿絵
- グッバイ、ドン・グリーズ!（著：山室有紀子、原作：Goodbye,DonGlees Project、脚本：いしづかあつこ、角川つばさ文庫、2022年）- 本文挿絵
- 空神2 学校を救え! 危険な少女、登場（著：夏美、キャラクターデザイン：ソノムラ、角川つばさ文庫、2022年） - シリーズ2巻目から担当
- アニメ映画 トラぺジウム（著：百瀬しのぶ、原作：高山一実、協力：CloverWorks、角川つばさ文庫、2024年）- 本文挿絵
- アニメ映画 がんばっていきまっしょい（著：岩佐まもる、原作：敷村良子、協力：松山市、角川つばさ文庫、2024年）- 本文挿絵）

### 商品キャラクター
- 萌麺（有限会社浜松屋製麺所）